# مرینداد د بالدیبیلسو
مرینداد د بالدیبیلسو (به اسپانیایی: Merindad de Valdivielso) یک شهرستان در اسپانیا است.